# No abras la puerta
No abras la puerta es una telenovela chilena de drama-romántico producida y transmitida por Televisión Nacional de Chile durante el segundo semestre de 2014. 
Protagonizada por Luz Valdivieso, Matías Oviedo y Gonzalo Valenzuela en el rol antagónico. Acompañados por Alejandra Fosalba, María José Illanes, Marcial Tagle, Elisa Zulueta, Claudia Pérez, Fernando Kliche, Magdalena Max-Neef, entre otros, y de la primera actriz Delfina Guzmán.

## Argumento
Isabel (Luz Valdivieso), una mujer que vivió la agresión de su expareja y que ha logrado reinventarse en una terapeuta que ayuda a otras mujeres que están viviendo la misma pesadilla que ella padeció. Aunque conoce a Tomás (Matías Oviedo), un atractivo instructor de Kung Fu que queda encandilado con esta mujer valiente y entregada, y en el proceso le rompe el corazón a Claudio (Marcial Tagle), amigo de Isabel que la ha amado en silencio por años.
Pero un golpe mayor acecha: Juan Pablo (Gonzalo Valenzuela), la expareja de Isabel, regresa a Chile con la determinación absoluta de recuperar a esa mujer que escapó del infierno al que la sometía. Entonces dudará muchas veces sobre si abrirle la puerta o no a este hombre que con su mirada la derrite, pero que choca con los crudos recuerdos del pasado que los unió y separó. Juan Pablo no llegará solo. Se instala con su melliza Laura (Javiera Hernández), que siente un amor poderoso por su hermano y no se separa de él, ya que siente que hay un lazo eterno que les impide estar separados.
Un mundo que se cruza en la vida de Isabel y que la expondrá a distintas realidad que abrirán sus ojos, que la iluminarán en sus decisiones y donde ella siempre tendrá algo que decir.
Su amiga Silvana (Elisa Zulueta) será la más fervorosa a la hora de impedirle que abra la puerta a Juan Pablo. Pero Silvana no sólo será la voz de la conciencia de Isabel, también vivirá un intenso romance con Rodrigo (Felipe Orellana), que desde su silla de ruedas la conquista con su estilo y forma de vivir la vida como empresario de un local nocturno.
En su consulta, Isabel conocerá la historia de Rosario (Claudia Pérez). Para ella no es fácil que su marido Antonio (Víctor Montero), no acepte su condición de mujer trabajadora y la maltrate psicológica y físicamente por su machismo malentendido. La más joven de las pacientes de Isabel será Dominga (Camila Hirane), que tampoco es feliz. Aunque su abuela Victoria (Delfina Guzmán) la ve como una carga, son sus adicciones las que complican a la nieta. Y su pololo Martín (Diego Ruiz) tampoco será el soporte emocional que ella necesita.
La familia de Isabel también será protagonista de esta historia: Germán (Fernando Kliche) vivirá un apasionado romance con la joven Soledad (María Luisa Mayol), pero tendrá más de alguna "recaída" con su exesposa María Teresa (Magdalena Max-Neef); e Ignacia (Verónica Soffia) sentirá un fuerte magnetismo por quien en el pasado fuera su cuñado, Juan Pablo.

## Reparto
- Luz Valdivieso como Isabel Tobar
- Matías Oviedo como Tomás Campos
- Gonzalo Valenzuela como Juan Pablo Olavarría
- Elisa Zulueta como Silvana Budinich
- Marcial Tagle como Claudio Gormaz
- Alejandra Fosalba como Carla Marambio
- María José Illanes como Daniela Sepúlveda
- Delfina Guzmán como Victoria Edwards
- Fernando Kliche como Germán Tobar
- Magdalena Max-Neef como María Teresa Vidal
- Javiera Hernández como Laura Olavarría
- Claudia Pérez como Rosario Vega
- Víctor Montero como Antonio García
- Verónica Soffia como Ignacia Tobar
- Diego Ruiz como Martín Vial
- Camila Hirane como Dominga Velasco
- María Luisa Mayol como Soledad Vivanco
- Felipe Orellana como Rodrigo Campos
- Camila Leyva como Mercedes Vivanco
- María de los Ángeles López como Jacinta Spencer
- Franco Latorre como Antonio García

## Producción

### Rodaje
Durante la mañana del lunes 16 de junio, TVN comenzó con el registro de las escenas que serán parte de "No abras la puerta". Alex Bowen, ex director general del Área Dramática de TVN, fue quien acompañó al equipo conformado por cerca de 90 personas durante las grabaciones de la producción. Las comunas de Providencia, Ñuñoa, Santiago Centro y Estación Central han servido de escenario para esta producción, bajo la dirección general de Ítalo Galleani.

### Promoción
- El viernes 13 de junio, la nueva producción estrenó su primer thriller por las pantallas de TVN, la cual muestra un mix de las diversas nocturnas que ha transmitido la señal pública, para finalizar con un atisbo de esta nueva apuesta.

- El miércoles 18 de junio, TVN estrena el comercial promocional. Así, en la pieza publicitaria se puede ver a Isabel (Luz Valdivieso) junto a su hija Jacinta (María de los Ángeles López); su pareja, Tomás (Matías Oviedo); sus padres, Germán (Fernando Kliche) y María Teresa (Magdalena Max-Neef); su hermana menor, Ignacia (Verónica Soffia); y sus amigos, Silvana (Elisa Zulueta) y Claudio (Marcial Tagle); disfrutando de una comida, cuando su exmarido, Juan Pablo (Gonzalo Valenzuela), golpea la puerta. Este hecho despierta el miedo de Isabel, quien a través de flashback comienza a recordar su pasado junto a él, historia que está marcada por la violencia intrafamiliar, y que ella ya había logrado superar.

- Durante el viernes 27 de junio, la señal estrenó un nuevo comercial, en el aparece gran parte del elenco acomcomercial, aparecen los personajes de Alejandra Fosalba, María José Illanes, Javiera Hernández, Camila Hirane y Claudia Pérez, en la segunda, Isabel es aconsejada por sus cercanos, quienes son interpretados por Magdalena Max-Neef, Verónica Soffia, Fernando Kliche, Elisa Zulueta, Matías Oviedo, la pequeña María de los Ángeles López y por último se aconseja a sí misma.

## Polémica
Durante el episodio emitido el martes 19 de agosto, generó malestar una escena en donde se ve al actor Gonzalo Valenzuela agarrando del pescuezo a un perro de raza yorkshire por cerca de 1 minuto 20 segundos, lo que generó muchas críticas hacia TVN acusándola de promover el maltrato animal. La estación se defendió diciendo que el can se encuentra en buenas condiciones y que la forma en la que Valenzuela agarró al perro es tal como lo hacen las perras al dar a luz, y que los quejidos escuchados en la escena fueron agregados en postproducción.

## Premios y nominaciones
| 2015 | Premios Fotech |                                       |                                                                        |           |
| 2015 | Premios Fotech | Mejor actriz secundaria de teleseries | Javiera Hernández                                                      | Nominada  |
| 2015 | Premios Fotech | Revelación actoral del año            | Camila Hirane                                                          | Nominada  |
| 2015 | Premios Fotech | Mejor guion teleseries                | Alejandro Cabrera, Valeria Vargas, Luis Emilio Guzmán y Emilia Noguera | Nominados |